# Metanastria
Metanastria is een geslacht van vlinders van de familie spinners (Lasiocampidae).

## Soorten
- M. aconyta (Cramer, 1777)
- M. albisparsa Wileman, 1910
- M. gemella De Lajonquière, 1979
- M. hyrtaca (Cramer, 1782)
- M. protracta (Herrich-Schäffer, 1856)
- M. subpurpurea (Butler, 1881)